# Sendenhorst
Sendenhorst település Németországban, azon belül Észak-Rajna-Vesztfália tartományban. Lakosainak száma 13 760 fő (2023. december 31.). Sendenhorst Drensteinfurt, Ahlen, Ennigerloh, Warendorf és Everswinkel községekkel határos.

## Népesség
A település népességének változása:
| Lakosok száma | 9424 | 13 218 | 13 202 | 13 157 | 13 279 | 13 671 | 13 760 |
|               | 1975 | 2015   | 2017   | 2019   | 2021   | 2022   | 2023   |